# Melitta Schenk Gräfin von Stauffenberg
Melitta Schenk Gräfin von Stauffenberg (Melitta Schenk, condesa de Stauffenberg), más conocida en los ámbitos de la aviación como Melitta Schiller (su apellido de soltera), fue piloto profesional y pionera de la aviación alemana del período entre guerras, pero sobre todo durante la Segunda Guerra Mundial. Nacida el 9 de enero de 1903 en Krotoschin (provincia de Poznań, hoy parte de Polonia), fue abatida en vuelo y falleció el 8 de abril de 1945 cerca de Straßkirchen.

## Familia y formación
Descendía de una familia que se dedicaba al comercio de pieles. Su padre era Michael Schiller, empleado público prusiano. Su madre, Margaret Eberstein, provenía de la población de Bromberg. Tuvo cuatro hermanos: Marie-Luise, Otto, Jutta y Klara.
Durante la Primera Guerra Mundial, vivió con su abuela, ya que su padre estaba en el frente y su madre y su hermana mayor servían como enfermeras. Después de la guerra, la provincia de Poznań pasó a Polonia, lo que forzó a la familia a trasladarse a Hirschberg (Silesia), donde Melitta logró en 1922 su examen de preparatorio (Abitur). Adicionalmente, estudió matemáticas, física y mecánica de aviación en la Universidad Técnica de Múnich (Technische Universität München). En 1927 finalizó sus estudios con honores. Como su padre era mutilado de guerra y ya no podía financiarle los estudios, Melitta ganaba el dinero necesario prestando servicios de ayuda a la comunidad y dando clases particulares. Ya en 1928 trabajaba como ingeniera para la Institución Alemana de Fomento a la Aviación (Deutsche Versuchsanstalt für Luftfahrt / DVL) en Berlín-Adlershof.

## Vida profesional
Durante los siguientes nueve años, participó teórica y prácticamente en experimentos mecánicos de aviación, trabajos que la llevaron a formarse como aviadora líder (Flugzeugführerin). Así pudo realizar vuelos experimentales para complementar su trabajo científico. Durante ese tiempo, Melitta conoció al historiador Alexander Schenk Graf von Stauffenberg (hermano mayor del célebre militar Claus von Stauffenberg), con quien se casó en 1937. El matrimonio no tuvo hijos.

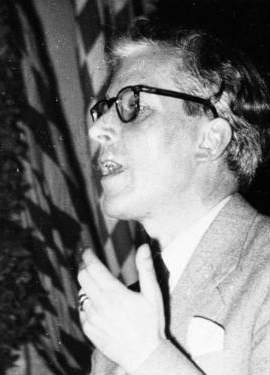
Alexander Schenk von Stauffenberg.

En 1936 fue despedida del servicio activo en la Fuerza Aérea Alemana (Luftwaffe) debido a que algunos supuestos rumores apuntaban a que su familia tenía orígenes judíos (su padre se convirtió al protestantismo en su juventud). Entonces entró como ingeniera en la firma Askania-Werke de Berlín-Friedenau. Allí se desarrolló en su profesión y colaboró en la creación de los sistemas de navegación y control de los hidroaviones Dornier Do 18 y Blohm & Voss Ha 139. También participó en el desarrollo del control de tres ejes Askania.
Melitta Schiller poseía licencia de vuelo para toda clase de aeronaves con motor y sin motor (planeadores). El 28 de octubre de 1937 fue nombrada Capitana de Vuelo, siendo la segunda mujer de Alemania en lograrlo, poco después de que lo hubiera hecho Hanna Reitsch.
Quería alistarse en la Cruz Roja Alemana (Deutsches Rotes Kreuz/DRK; de la que su ya suegra era directiva) al inicio de la Segunda Guerra Mundial, pero se le obligó a comprometerse en 1939 con las secciones de pruebas de la Fuerza Aérea Alemana en Rechlin am Müritzsee (Mecklenburgo) para probar miras de los aviones de ataque en picado. Entonces, en su afán de probar las mejoras de los instrumentos, participó personalmente en las pruebas, con más de 2500 vuelos en picado con aviones Stuka, Junkers Ju 87 y Junkers Ju 88. 
Para hacerlo, ascendía hasta 15 veces al día a altitudes de 4.000 metros para luego dejarse caer hasta 1.000 metros y poder evaluar los cambios. Ya que su trabajo fue clasificado como “de importancia para la guerra”, su expediente fue catalogado por Hermann Göring diciendo que ella era una “persona de origen ario“, así que tanto ella como su familia se libraron de ser pasados a la Aktion Reinhard, lo que hubiera implicado su deportación y traslado a un campo de concentración. Pero al no poder comprobarse sus orígenes judíos, eso nunca ocurrió.
En 1942 fue asignada a la Academia Técnica de la Fuerza Aérea (Technische Akademie der Luftwaffe) de Berlin-Gatow, donde continuó sus intensas y peligrosas pruebas de vuelo. El 22 de enero de 1943 ganó la Cruz de Hierro de Segunda Clase (Eisernes Kreuz EK II. Klasse) y posteriormente el "Distintivo Aéreo de Oro con Brillantes" (Goldene Flugzeugführerabzeichen mit Brillanten). Al inicio de 1944 hizo una disertación sobre sus estudios, que recibió la calificación de “Muy Buena” (sehr gut). Desde el primero de mayo de 1944 fue contratada como profesora técnica de la Sección Experimental de Instrumentación Especial de Vuelo.

## La conspiración Walkiria
En mayo y junio de 1944, su cuñado Claus von Stauffenberg pidió a Melitta en varias ocasiones que lo llevara al cuartel general del Führer (Hauptquartier des Führers) y le trajera de regreso. 
Él la puso al corriente de sus planes de conspiración contra Adolf Hitler, pero ella le aclaró que era muy peligroso ayudarle, ya que no disponía de ningún avión adecuado para ello, a excepción de un Fieseler Fi 156 Storch, cuyo alcance era limitado y que debía repostar combustible en el camino. Así, el atentado contra la vida de Hitler del 20 de julio de 1944, conocido como el "Atentado Stauffenberg" o también "Operación Walkiria", se llevó a cabo sin la ayuda de Melitta. 
Después del fallido intento golpista, tanto ella como su esposo fueron aprehendidos por los nazis. Debido a la importancia de su trabajo para el esfuerzo de la guerra, Melitta fue liberada tras seis semanas de prisión y poco después retomó su trabajo de investigación. Desde entonces eliminó el apellido de matrimonio "von Stauffenberg", para no levantar sospechas, preguntas e inconvenientes. En su lugar se hizo llamar solamente "Gräfin Schenk". No obstante, en una certificación de la Oficina de Seguridad del Reich Reichssicherheitshauptamt todavía se podía leer: "Flugkapitän Dipl.-Ing. Melitta Gräfin Schenk v. Stauffenberg está todavía en el servicio por órdenes superiores. Gräfin Schenk vuela hoy por la tarde...". Su esposo y sus dos cuñadas permanecieron en prisión y enseguida fueron enviados a un campo de concentración. Melitta usó su posición dentro de la Fuerza Aérea Alemana para salvarse lo mejor que pudo.
En el marco de su trabajo en la Fuerza Aérea salió en abril de 1945 del Aeropuerto de Berlín-Gatow hacia el sur de Alemania, pero fue alcanzada y abatida en su avión tipo Bücker Bü 181 cerca de Straßkirchen por un caza estadounidense. Pudo controlar la nave y hacer un aterrizaje de emergencia; sin embargo, murió en las horas siguientes a causa de las heridas recibidas. Hay una versión alternativa que dice que a Melitta la derribaron los propios disparos de la artillería antiaérea alemana (Flugabwehrkanone) Flak, lo cual no se ha podido verificar.